# Тимошино (Смоленская область)
Тимо́шино — деревня в Смоленской области России, в Глинковском районе. Население — 16 жителей (2007 год) . Расположена в центральной части области в 14,5 км к северу от села Глинка, в 12 км южнее автодороги Р134 «Старая Смоленская дорога» Смоленск — Дорогобуж — Вязьма — Зубцов, в 12 км западнее автодороги Р137 Сафоново — Рославль. В 14 км южнее деревни железнодорожная станция 524-й км на линии Смоленск — Сухиничи. Входит в состав Ромодановского сельского поселения.

## История
В годы Великой Отечественной войны деревня была оккупирована гитлеровскими войсками в июле 1941 года, освобождена в ходе Ельнинско-Дорогобужской операции в 1943 году.